# Victor Guillemin
Victor William Guillemin (nacido en 1937 en Boston ) es un matemático estadounidense. Trabaja en el Instituto Tecnológico de Massachusetts (MIT) en el campo de la geometría simpléctica y también ha realizado contribuciones en otros campos de las matemáticas como el análisis microlocal, la teoría espectral y la física matemática .  

## Educación y carrera
Guillemin obtuvo una licenciatura en la Universidad de Harvard en 1959, y su máster  en la Universidad de Chicago en 1960.  Recibió un doctorado en matemáticas de la Universidad de Harvard en 1962; su disertación, titulada Teoría de G-estructuras finitas, fue escrita bajo la dirección de Shlomo Sternberg . con quien posteriormente ha colaborado de forma intensa.
Trabajó en la Universidad de Columbia de 1963 a 1966 y después se trasladó al Instituto Tecnológico de Massachusetts  MIT como profesor adjunto. Allí ha continuado vinculado con diversas figuras. Se convirtió en profesor asociado en 1969 y profesor titular en 1973.  

## Premios y honores
Guillemin recibió en 1969 una beca de investigación Sloan,  en 1988 una beca Guggenheim  y en 1996 una beca Humboldt .  En 1970 fue conferenciante invitado en el Congreso Internacional de Matemáticos en Niza. 
Fue elegido miembro de la Academia Estadounidense de las Artes y las Ciencias en 1984  y de la Academia Nacional de Ciencias de los Estados Unidos en 1985.  En 2003, la Sociedad Matemática Estadounidense le otorgó el Premio Leroy P. Steele por su carrea científica y los logros de toda la vida.   En 2012 se convirtió en miembro de la Sociedad Matemática Estadounidense . 

## Investigación
Guillemin trabajó en varias áreas del análisis y la geometría, incluyendo el análisis microlocal, las acciones de grupo simplécticas,   la cuantización geométrica y la teoría espectral de operadores elípticos en variedades . 
Como parte de su legado destaca la escuela creada dentro de la geometría simpléctica. Entre sus alumnos destacamos Allen Knutson,  Ana Cannas da Silva y Tara Holm.Es autor o coautor de numerosos libros y monografías, incluido un libro de texto ampliamente utilizado sobre topología diferencial, escrito conjuntamente con Alan Pollack en 1974, y una monografía sobre geometría simpléctica en física, escrita conjuntamente con Shlomo Sternberg en 1986.  

## Familia
El tío de Victor Guillemins, Ernst Guillemin, fue profesor de Ingeniería Eléctrica y Ciencias de la Computación en el MIT, su hermano menor, Robert Charles Guillemin, fue artista callejero, su cuñado Ray Raphael es historiador y su hija Karen Guillemin es profesora de Biología en la Universidad de Oregon .

## Publicaciones seleccionadas
- Guillemin, Victor; Pollack, Alan (1974). Differential topology. New York, NY: Prentice-Hall. ISBN 978-0-13-212605-2.
- Golubitsky, Martin and Guillemin, Victor (1974). Stable mappings and their singularities. New York, NY: Springer-Verlag. ISBN 978-0-387-90073-5.[14]
- Guillemin, Victor; Sternberg, Shlomo (1977). Geometric asymptotics. Providence, RI: American Mathematical Society. ISBN 0-8218-1514-8.;[15] reprinted in 1990 as an on-line book
- Guillemin, Victor (1976). «The Radon transform on Zoll surfaces». Advances in Mathematics 22 (1): 85–119. doi:10.1016/0001-8708(76)90139-0.
- Guillemin, Victor; Sternberg, Shlomo (1986). Symplectic techniques in physics. Cambridge U. Press. ISBN 0-521-24866-3; xi+468 p.[16]
- Guillemin, Victor (1989). Cosmology in (2+1)-dimensions, cyclic models, and deformations of M2,1 by Victor Guillemin. Princeton, N.J.: Princeton University Press. ISBN 0-691-08513-7.[17]